# کاراته در المپیک تابستانی ۲۰۲۰ – ۶۱ کیلوگرم زنان
مسابقات کومیته ۶۱ کیلوگرم زنان در کاراته در بازی‌های المپیک تابستانی ۲۰۲۰ در ۶ اوت ۲۰۲۱ در نیپون بودوکان برگزار شد.

## قالب
این مسابقه در یک مرحله گروهی در دو گروه و سپس در یک مرحله حذفی انجام می‌شود. هر گروه متشکل از پنج ورزشکار است. ورزشکاری که در گروه A اول می‌شود در مرحله نیمه‌نهایی با ورزشکاری روبرو می‌شود که در گروه B دوم می‌شود و بالعکس. هیچ مسابقه‌ای برای مدال برنز در مسابقات کومیته وجود نخواهد داشت. بازندگان نیمه‌نهایی هر کدام یک مدال برنز دریافت می‌کنند.

## تقویم
همه زمان‌ها به وقت محلی است (UTC+9).
| تاریخ            | زمان                    | مرحله                                                       |
| ---------------- | ----------------------- | ----------------------------------------------------------- |
| جمعه، ۶ اوت ۲۰۲۱ | ۱۲:۲۸ ۲۰:۰۵ ۲۰:۴۰ ۲۱:۰۰ | مرحله گروهی نیمه‌نهایی مسابقه برای مدال طلا مراسم اهدای مدال |

## نتایج

### مرحله گروهی
گروه A
| ورزشکار              | بازی | برد | تساوی | باخت | امتیاز | صلاحیت    |
| -------------------- | ---- | --- | ----- | ---- | ------ | --------- |
| یین شیائویان (CHN)   | ۴    | ۴   | ۰     | ۰    | ۸      | نیمه‌نهایی |
| مروه چوبان (TUR)     | ۴    | ۲   | ۰     | ۲    | ۴      | نیمه‌نهایی |
| کلودیمار گارسس (VEN) | ۴    | ۲   | ۰     | ۲    | ۴      |           |
| میومی سومیه (JPN)    | ۴    | ۱   | ۰     | ۳    | ۲      |           |
| لیلا هورتو (FRA)     | ۴    | ۱   | ۰     | ۳    | ۲      |           |

یادداشت:

1.^ نتیجه رو در رو: TUR 6–2 VEN.
2.^ نتیجه رو در رو: JPN 6–3 FRA.
گروه B
| ورزشکار                | بازی | برد | تساوی | باخت | امتیاز | صلاحیت    |
| ---------------------- | ---- | --- | ----- | ---- | ------ | --------- |
| جووانا پریکوویچ (SRB)  | ۴    | ۴   | ۰     | ۰    | ۸      | نیمه‌نهایی |
| جیانا فاروق (EGY)      | ۴    | ۳   | ۰     | ۱    | ۶      | نیمه‌نهایی |
| آنیتا سروژینا (UKR)    | ۴    | ۱   | ۱     | ۲    | ۳      |           |
| الکساندرا گرانده (PER) | ۴    | ۱   | ۰     | ۳    | ۲      |           |
| بتیسم سادینی (MAR)     | ۴    | ۰   | ۱     | ۳    | ۱      |           |

### مرحله حذفی
|  | نیمه نهایی | نیمه نهایی            | نیمه نهایی |  |  | نهایی                 | نهایی                 | نهایی |
|  |            |                       |            |  |  |                       |                       |       |
|  | A1         | یین شیائویان (CHN)    | ۱          |  |  |                       |                       |       |
|  | B2         | جیانا فاروق (EGY)     | ۱          |  |  | یین شیائویان (CHN)    | یین شیائویان (CHN)    | ۰     |
|  | B1         | جووانا پریکوویچ (SRB) | ۲          |  |  | جووانا پریکوویچ (SRB) | جووانا پریکوویچ (SRB) | ۰     |
|  | A2         | مروه چوبان (TUR)      | ۰          |  |  |                       |                       |       |
|  |            |                       |            |  |  |                       |                       |       |
|  |            |                       |            |  |  |                       |                       |       |
|  |            |                       |            |  |  |                       |                       |       |